# Palazzo Spinelli di Laurino
Palazzo Spinelli di Laurino je palača koja se nalazi na uglu Via Nilo i Via dei Tribunali u središnjem Napulju, Italija. Palača na tom mjestu prvi put je izgrađena u 15. stoljeću, ali sadašnji raspored, s eliptičnim unutarnjim dvorištem, naručio je Trojano Spinelli. Dvorište podsjeća na interijer Palazzo Farnese iz Caprarole. Struktura je znatno izmijenjena, ali još uvijek sadrži u unutarnjem dvorištu, nagovještaj nekadašnje veličanstvenosti sa stubištem s dvostrukim rampama i kipovima koji prikazuju vrline duž krovnih linija, te brojčanikom sata od majolike na trokutastom zabatu nadvišenom Djevicom Bezgrešnog Začeća.
Palača je sjeverno od Palazzo d'Afflitto, Palazzo del Panormita i Palazzo di Ludovico di Bux (broj 22) u uskoj uličici Via Nilo.